# European Hockey League
Die IIHF European Hockey League (kurz EHL) der Internationalen Eishockey-Föderation IIHF war der Nachfolgewettbewerb des Europapokals, der von 1965 bis 1996 ausgetragen wurde, und Vorläufer des von 2005 bis 2008 veranstalteten IIHF European Champions Cups sowie der 2008/09 zum ersten und einzigen Mal ausgetragenen Champions Hockey League.
In der Zeit ihres Bestehens von 1996 bis 2000 war die European Hockey League das wichtigste Eishockeyturnier für Vereinsmannschaften in Europa. Die IIHF lud hierzu die Meister und andere qualifizierte Teams der ersten Ligen der Länder ein. In der ersten Saison 1996/97 fand parallel noch der Europapokal der Landesmeister statt, so dass einige Landesmeister an der EHL, andere am Landesmeisterpokal teilnahmen. Der Sieger des Wettbewerbs traf 1997 im IIHF Super Cup auf den Gewinner des Landesmeister-Europapokals. Nach dessen Einstellung traf der EHL-Sieger zwischen 1998 und 2000 auf den Sieger des IIHF Continental Cups.
Die IIHF stellte die EHL im Jahr 2000 wieder ein, da die Resonanz der wichtigsten Ligen Europas zu gering war und auch Fernsehrechte nicht entsprechend verkauft werden konnten. Die Rolle des höchsten Klubwettbewerbs nahm zuerst der IIHF Continental Cup, später der IIHF European Champions Cup ein. In der Saison 2008/09 wurde mit der Champions Hockey League ein der European Hockey League ähnlicher Wettbewerb eingeführt.

## Modus
In den vier Austragungsjahren des Wettbewerbs gab es jeweils ein anderes Durchführungsformat, vor allem aufgrund der differierenden Teilnehmerzahl.
In der Premierensaison 1996/97, die noch parallel zum Europapokal ausgetragen wurde, nahmen 20 Teams am Turnier teil. Diese waren in fünf Gruppen zu je vier Mannschaften unterteilt, die im Ligasystem jeweils Hin- und Rückspiel gegeneinander bestritten. Die fünf Gruppensieger sowie die drei punktbesten Gruppenzweiten qualifizierten sich für das Viertelfinale, das ebenfalls im Hin- und Rückspiel-Modus ausgetragen wurde. Die vier siegreichen Teams aus diesen Paarungen erreichten das sogenannte Final Four, für das in den vier Jahren der Austragung des Wettbewerbs jeweils einer der Halbfinalteilnehmer Gastgeber war. Innerhalb von zwei Tagen spielten die Klubs dann den Turniersieger aus.
Zum darauffolgenden Spieljahr spielten insgesamt 24 Mannschaften in sechs Vorrundengruppen à vier Teams, womit sich die sechs Gruppensieger und die zwei besten Gruppenzweiten für das Viertelfinale qualifizierten. Der Rest des Modus blieb unangetastet, mit der Ausnahme, dass in den Vorrundengruppen von der Zwei-Punkte-Regel mit Unentschieden-Wertung auf eine Drei-Punkte-Regel mit Siegen und Niederlagen nach Overtime respektive Penaltyschießen umgestellt wurde.
In der Saison 1998/99 wurde der Modus erstmals drastisch geändert. Wie im Vorjahr auch nahmen 24 Mannschaften, aufgeteilt in sechs Gruppen zu je vier Mannschaften, teil. Nachdem diese im Ligasystem die Platzierungen innerhalb der Gruppen ausgespielt hatten, erreichten jeweils der Erst- und Zweitplatzierte die Playoff-Runde. Dort traf jeweils einer der Gruppensieger auf einen der Gruppenzweiten. Nachdem in Hin- und Rückspiel die sechs Sieger ermittelt worden waren, spielten diese in zwei Dreiergruppen erneut die ersten beiden Plätze aus. Im Final Four, bestehend aus den beiden Halbfinalpartien, dem Spiel um den dritten Platz und dem Finale, ermittelten sie schließlich den Turniersieger.
Im letzten Jahr der Austragung spielten lediglich 16 Mannschaften den Turniersieger aus. Aus den vier Vorrundengruppen à vier Klubs erreichten jeweils die beiden Erstplatzierten das Viertelfinale. Da der Modus wieder an die ersten beiden Jahre des Wettbewerbs angeglichen worden war, ermittelten die acht Viertelfinal-Qualifikanten jeweils in Hin- und Rückspielen die Sieger, die sich für das Final Four qualifizierten und den Turniersieger ausspielten.

## Siegerliste
| Jahr    | Teilnehmer | Gewinner                  | Erg.      | Finalgegner      | Spielort              |
| ------- | ---------- | ------------------------- | --------- | ---------------- | --------------------- |
| 1996/97 | 20         | TPS Turku                 | 5:2       | HK Dynamo Moskau | Turku, Finnland       |
| 1997/98 | 24         | VEU Feldkirch             | 5:3       | HK Dynamo Moskau | Feldkirch, Österreich |
| 1998/99 | 24         | HK Metallurg Magnitogorsk | 2:1 n. V. | HK Dynamo Moskau | Moskau, Russland      |
| 1999/00 | 16         | HK Metallurg Magnitogorsk | 2:0       | HC Sparta Prag   | Lugano, Schweiz       |